# Barre de Cuers
La barre de Cuers est une montagne du Var qui culmine à 700 m d'altitude au pilon Saint-Clément.